# Luftwaffen-Sportverein Hamburg
Der Luftwaffen-Sportverein Hamburg (kurz LSV Hamburg) war ein deutscher Militärsportverein während des Zweiten Weltkriegs.

## Zwei bemerkenswerte Spielzeiten
Der LSV Hamburg wurde am 8. Dezember 1942 auf Initiative des Luftwaffen-Obersten Fritz Laicher ins Leben gerufen, der die in der Hansestadt stationierte Flakartillerie befehligte. Organisatorisch war der LSV der Hamburger Flakartillerie angegliedert. Für die fußballerischen Belange hatte er den Oberstleutnant Willy Psyk bestimmt und Otto Faist gewonnen, den Trainer, der den FC Schalke 04 nach einem denkwürdigen Endspielsieg (9:0 gegen Admira Wien) 1939 zum Deutschen Meistertitel geführt hatte. Ihre Heimspiele trug die Mannschaft überwiegend auf der Anlage des SC Victoria Hamburg (Stadion Hoheluft) aus, einige auch auf einem Platz am Hemmingstedter Weg in Klein-Flottbek.

### Deutscher Pokalfinalist
In der Spielzeit 1942/43 trat der Luftwaffen-SV im Tschammerpokal, dem Vorläufer des DFB-Pokals, an. Nach Siegen über die SpVgg Wilhelmshaven 05 (1:0), den Luftwaffen-SV Pütnitz (3:2), Holstein Kiel (4:2) und den Dresdner SC (2:1) erreichten die Hamburger das Endspiel in Stuttgart. Darin behielt allerdings Vienna Wien mit 3:2 nach Verlängerung die Oberhand und gewann den bis Kriegsende letztmals ausgetragenen Wettbewerb. Auf Seiten der Wiener spielten mit Richard Dörfel und Rudi Noack zwei Hamburger, und Noack trug mit seinen beiden Toren maßgeblich zur Niederlage der Hamburger Luftwaffensportler bei.

### Deutscher Vizemeister
Mit Saisonbeginn 1943/44 wurde der LSV ohne Qualifikation in die Gauliga Hamburg aufgenommen und auf Anhieb souveräner Meister; in 18 Spielen gaben die Militärkicker nur einen einzigen Punkt ab, deklassierten etliche Gegner förmlich (Torverhältnis: 117:13) und verwiesen den HSV, Victoria, Altona 93 und den FC St. Pauli auf die Plätze. Die durch zahlreiche Spielerverpflichtungen aus dem gesamten Reichsgebiet in Hamburg konkurrenzlose Mannschaft (siehe unten) besiegte in der anschließenden Endrunde um die Deutsche Meisterschaft nacheinander den Wehrmacht-SV Celle (4:0), die SpVgg Wilhelmshaven 05 (1:1 nach Verlängerung und 4:2), die Kriegsspielgemeinschaft Duisburger SpV und TuS 48/99 Duisburg (3:0) und den Heeres-SV Groß Born (3:2) und stand somit nach dem Pokalfinale des Vorjahres erneut in einem Endspiel. Am 18. Juni 1944 in Berlin vor 70.000 Zuschauern reichte es allerdings auch dieses Jahr nicht zum Titelgewinn: der Dresdner SC nahm Revanche für die Halbfinalniederlage im Tschammerpokal und schlug den LSV Hamburg deutlich mit 4:0.
In der Saison 1944/45 bestritt der LSV ab dem 10. September noch drei Gauligaspiele, die er allesamt gewann (insgesamt 14:2 Tore). Ab dem 19. September 1944 musste der Luftwaffen-Sportverein (wie alle Militärmannschaften) auf Weisung der Heeresleitung den Spielbetrieb einstellen.

## Spielerkader
Der Kader des LSV enthielt eine Reihe hochkarätiger (darunter auch National-) Spieler; in Klammern ist, soweit bekannt, der vorherige Verein angegeben. Die Liste ist möglicherweise nicht vollständig.
- Karl Höger (Trainer, Hamburger SV, zuvor SV Dessau 05)
- Willy Jürissen (Torwart, Rot-Weiß Oberhausen)
- Karlheinz Höger (Torwart, SV Dessau 05)
- Heinrich Gärtner (1. FFC Germania 1894)
- Robert „Zapf“ Gebhardt (1. FC Nürnberg)
- Josef „Beppo“ Gizzi (Harburger TB 1865)
- Willi Gornick (Werder Bremen) (Torschütze im Pokalendspiel 1943)
- Reinhardt Heinrich (Werder Bremen, eigentlich Berliner) (Torschütze im Pokalendspiel 1943)
- Ludwig Janda (TSV 1860 München)
- Emil „Zucker“ Lipke (Germania Wolfenbüttel)
- Jakob Lotz (1. FC Schweinfurt 05)
- Karl Miller (FC St. Pauli, zeitweise auch Dresdner SC)
- Heinz Mühle (Altona 93)
- Reinhold Münzenberg (Alemannia Aachen)
- Walter Ochs (SC Victoria Hamburg)
- Alex Schmidt (FC St. Pauli)
- Stromeyer (SC Wacker Wien)
- Fritz Zahn (Hamburger SV, zuvor 1. FC Nürnberg)
- sowie Bösche, Ermann, Koller, Langanke, Lotz II, Meyer, Neubauer, Pohl, Psyk und Wagner

Dass der LSV Hamburg sich in der Endrunde um die deutsche Meisterschaft zusätzlich auch durch die beiden HSVer Erwin Seeler und Heinz Spundflasche verstärkte, ist eine Falschinformation.
In der Meisterschaftsendrunde 1943/44, ausgetragen zwischen 16. April und 18. Juni, sah die Stammformation in den sechs Spielen des LSV Hamburg wie folgt aus (in Klammern: Zahl der Einsätze/Tore):
Miller (6) 00000000000Münzenberg (6)

000Ochs (6) 0000000Gärtner (5) bzw. Gizzi (2) 00000Lipke (3) bzw. Gebhardt (2)

Dass der LSV in einer Zeit, in der es an praktisch allen Frontabschnitten „brannte“,(1) zwei Monate lang niemanden abstellen musste und mit 13 Spielern auskam, zeigt, dass die Mitwirkung in einer Soldatenmannschaft Spieler häufig vor der Versetzung an die Front schützte.
(1)In Italien gaben die deutschen Verbände Anfang Juni Rom auf und zog die Truppen auf die Apennin-Verteidigungslinie zurück, gleichzeitig landeten die Alliierten in der Normandie („Operation Overlord“). Im Osten drängte die Rote Armee die Wehrmacht auf breiter Front zurück (Entkesselung Leningrads, der Krim, Zerschlagung der Heeresgruppe Mitte). Siehe auch Zweiter Weltkrieg.

## Meisterschaft im Hockey
1944 wurde der LSV Hamburg Deutscher Meister im Feldhockey. Im in Magdeburg ausgetragenen Finale besiegte der LSV dabei den Vorjahresmeister TSV Sachsenhausen 1857 in der Verlängerung mit 1:0.

## Handball
Die Feldhandballabteilung des LSV Hamburg erreichte 1944 das Finale der Deutschen Feldhandball-Meisterschaft, musste sich dort jedoch der SG OrPo Berlin mit 7:10 geschlagen geben.